# Kolonia Partyzantów
Kolonia Partyzantów (dawniej Partyzanty, Kolonia Zaboreczno) – wieś w Polsce, położona w województwie lubelskim, w powiecie tomaszowskim, w gminie Krynice. 
Wieś jest sołectwem w gminie Krynice. Według Narodowego Spisu Powszechnego z roku 2011 wieś liczyła 37 mieszkańców.
| SIMC    | Nazwa     | Rodzaj    |
| ------- | --------- | --------- |
| 0891921 | Rowisko   | część wsi |
| 0891938 | Za Bagnem | część wsi |

W latach 1975–1998 wieś administracyjnie należała do województwa zamojskiego.
Wierni Kościoła rzymskokatolickiego należą do parafii Nawiedzenia Najświętszej Maryi Panny w Krasnobrodzie.